# Hank Pfister
Hank Pfister (Bakersfield (Califórnia), 9 de outubro de 1953) é um ex-tenista profissional estadunidense.

## ATP Tour

### Duplas (11 títulos)
| Posição | N.  | Data | Torneio                             | Piso    | Parceiro         | Oponentes                      | Placar                  |
| ------- | --- | ---- | ----------------------------------- | ------- | ---------------- | ------------------------------ | ----------------------- |
| Vice    | 1.  | 1976 | Birmingham, EUA                     | Carpete | Dennis Ralston   | Jimmy Connors Erik Van Dillen  | 6–7, 4–6                |
| Campeão | 1.  | 1976 | Hong Kong                           | Duro    | Butch Walts      | Anand Amritraj Ilie Năstase    | 6–4, 6–2                |
| Campeão | 2.  | 1977 | Dayton Open, EUA                    | Carpete | Butch Walts      | Jeff Borowiak Andrew Pattison  | 6–4, 7–6                |
| Vice    | 2.  | 1978 | Dayton Open, EUA                    | Carpete | Butch Walts      | Brian Gottfried Geoff Masters  | 3–6, 4–6                |
| Vice    | 3.  | 1978 | ATP de San Jose, EUA                | Carpete | Brad Rowe        | Gene Mayer Sandy Mayer         | 3–6, 4–6                |
| Campeão | 3.  | 1978 | Aberto da França, Paris             | Saibro  | Gene Mayer       | Manuel Orantes José Higueras   | 6–3, 6–2, 6–2           |
| Campeão | 4.  | 1978 | ATP de Houston, EUA                 | Saibro  | Gene Mayer       | Jeff Borowiak Chris Lewis      | 6–3, 6–1                |
| Vice    | 4.  | 1978 | Hong Kong                           | Duro    | Brad Rowe        | Mark Edmondson John Marks      | 7–5, 6–7, 1–6           |
| Campeão | 5.  | 1978 | ATP de Sydney                       | Grama   | Sherwood Stewart | Syd Ball Bob Carmichael        | 6–4, 6–4                |
| Vice    | 5.  | 1979 | San Jose, California, EUA           | Carpete | Brad Rowe        | Peter Fleming John McEnroe     | 3–6, 4–6                |
| Campeão | 6.  | 1980 | Aberto da França, Paris             | Saibro  | Victor Amaya     | Brian Gottfried Raúl Ramírez   | 1–6, 6–4, 6–4, 6–3      |
| Vice    | 6.  | 1980 | ATP de Maui, EUA                    | Duro    | Victor Amaya     | Peter Fleming John McEnroe     | 6–7, 7–6, 2–6           |
| Campeão | 7.  | 1980 | ATP de Tokyo Indoor                 | Carpete | Victor Amaya     | Marty Riessen Sherwood Stewart | 6–3, 3–6, 7–6           |
| Vice    | 7.  | 1981 | Masters Doubles WCT, Londres        | Carpete | Victor Amaya     | Peter McNamara Paul McNamee    | 3–6, 6–2, 6–3, 3–6, 2–6 |
| Campeão | 8.  | 1981 | Tokyo Indoor                        | Carpete | Victor Amaya     | Heinz Günthardt Balázs Taróczy | 6–4, 6–2                |
| Vice    | 8.  | 1981 | ATP de Sydney, Austrália            | Grama   | John Sadri       | Peter McNamara Paul McNamee    | 7–6, 6–7, 6–7           |
| Vice    | 9.  | 1981 | Australian Open, Melbourne          | Grama   | John Sadri       | Mark Edmondson Kim Warwick     | 3–6, 7–6, 3–6           |
| Campeão | 9.  | 1982 | Monterrey, México                   | Carpet  | Victor Amaya     | Tracy Delatte Mel Purcell      | 6–3, 6–7, 6–3           |
| Vice    | 10. | 1982 | Tampa Open, EUA                     | Duro    | Brian Gottfried  | Tim Gullikson Tom Gullikson    | 2–6, 3–6                |
| Vice    | 11. | 1982 | Queen's Club Championships, Londres | Grama   | Victor Amaya     | John McEnroe Peter Rennert     | 6–7, 5–7                |
| Vice    | 12. | 1982 | Columbus, EUA                       | Duro    | Victor Amaya     | Tim Gullikson Bernard Mitton   | 6–4, 1–6, 4–6           |
| Campeão | 10. | 1982 | ATP de Cleveland, EUA               | Duro    | Victor Amaya     | Matt Mitchell Craig Wittus     | 6–4, 7–6                |
| Vice    | 13. | 1982 | US Open, Nova York                  | Duro    | Victor Amaya     | Kevin Curren Steve Denton      | 2–6, 7–6, 7–5, 2–6, 4–6 |
| Campeão | 11. | 1982 | Los Angeles-2 WCT, EUA              | Carpete | Kevin Curren     | Andy Andrews Drew Gitlin       | 4–6, 6–2, 7–5           |
| EUA     | 14. | 1984 | ATP de Taipei, Taiwan               | Carpete | Drew Gitlin      | Ken Flach Robert Seguso        | 1–6, 7–6, 2–6           |
| Vice    | 15. | 1985 | Houston, EUA                        | Carpete | Ben Testerman    | Peter Fleming John McEnroe     | 3–6, 2–6                |
| Vice    | 16. | 1985 | ATP de Cleveland, EUA               | Duro    | Ben Testerman    | Leo Palin Olli Rahnasto        | 3–6, 7–6, 6–7           |